# Хипомах
Хипомах је у грчкој митологији било име више личности.

## Митологија
- Према Аполодору, био је један од Пенелопиних просилаца из Закинтоса.[1][2]
- У Хомеровој „Илијади“, био је Тројанац, Антимахов син, учесник тројанског рата, кога је убио Леонтеј.[3][4]